# Prosopis glandulosa
Prosopis glandulosa és una espècie d'arbre de la família de les lleguminoses i originària d'Amèrica del nord.

## Descripció
És un arbre de mida mitjana a petit, amb una corona arrodonida i en bastó, branques pendents amb fullatge lleuger, i parells d'espines rectes en branquetes. Normalment mesura de 5 a 9 m d'alçada, però pot arribar a mesurar fins a 14 m. Floreix de març a novembre, amb espigues pàl·lides, grogues i elongades, i fruits en beines grogues, comestibles per a moltes espècies d'animals salvatges. La velocitat de creixement és mitjana.

## Propietats
Va ser molt important per a ús alimentari i altres per als seris del nord-oest de Mèxic. Els seris tenen noms específics per a diversos estadis de creixement de la beina d'aquesta espècie.

## Distribució
Encara que és natiu del sud-oest dels EUA i nord de Mèxic, ha estat introduïda en uns altres 6 països com a mínim. Està inclòs en la llista de 100 de les espècies exòtiques invasores més nocives del món de la Unió Internacional per a la Conservació de la Natura.

## Galeria

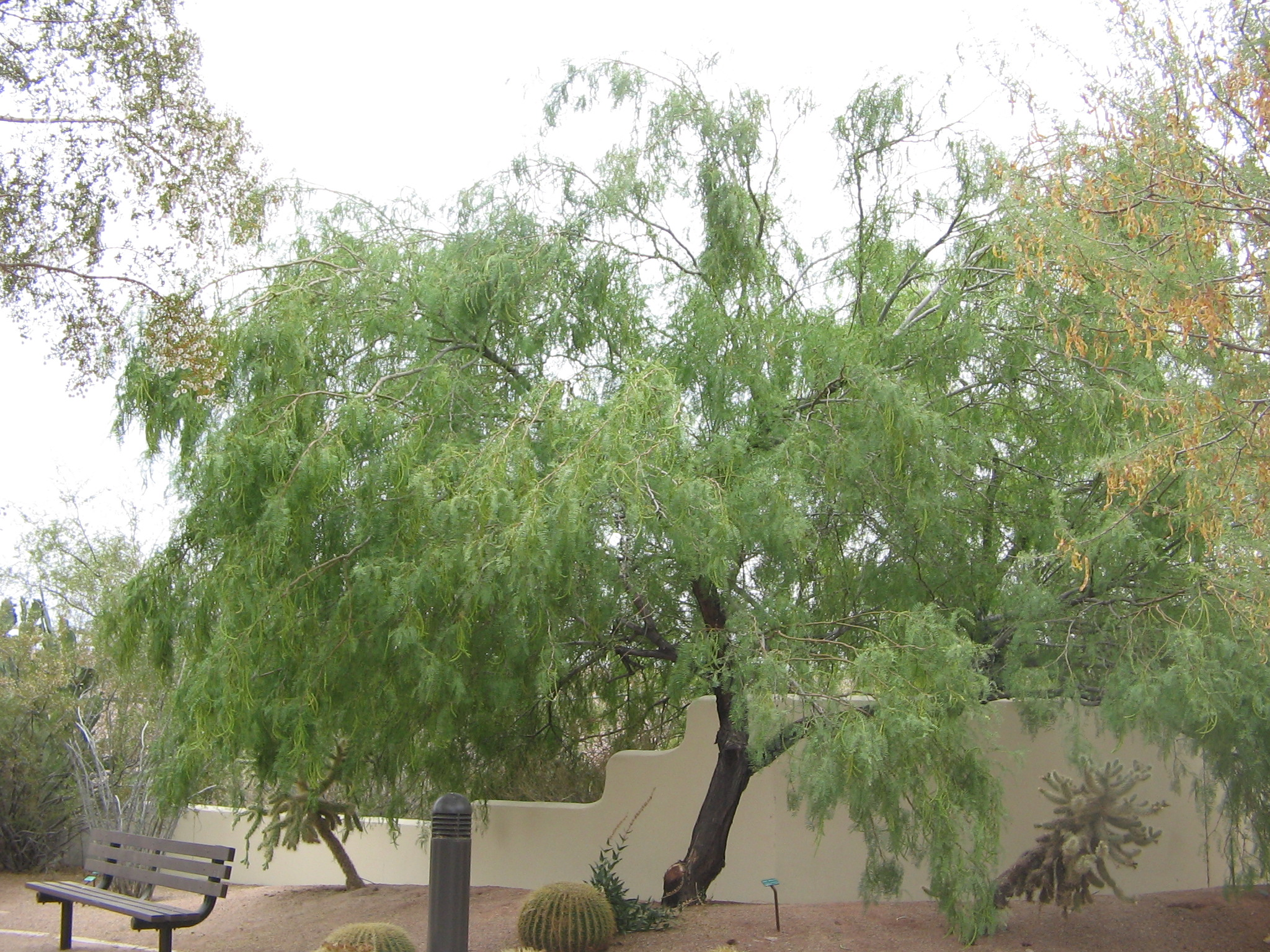
Prosopis glandulosa
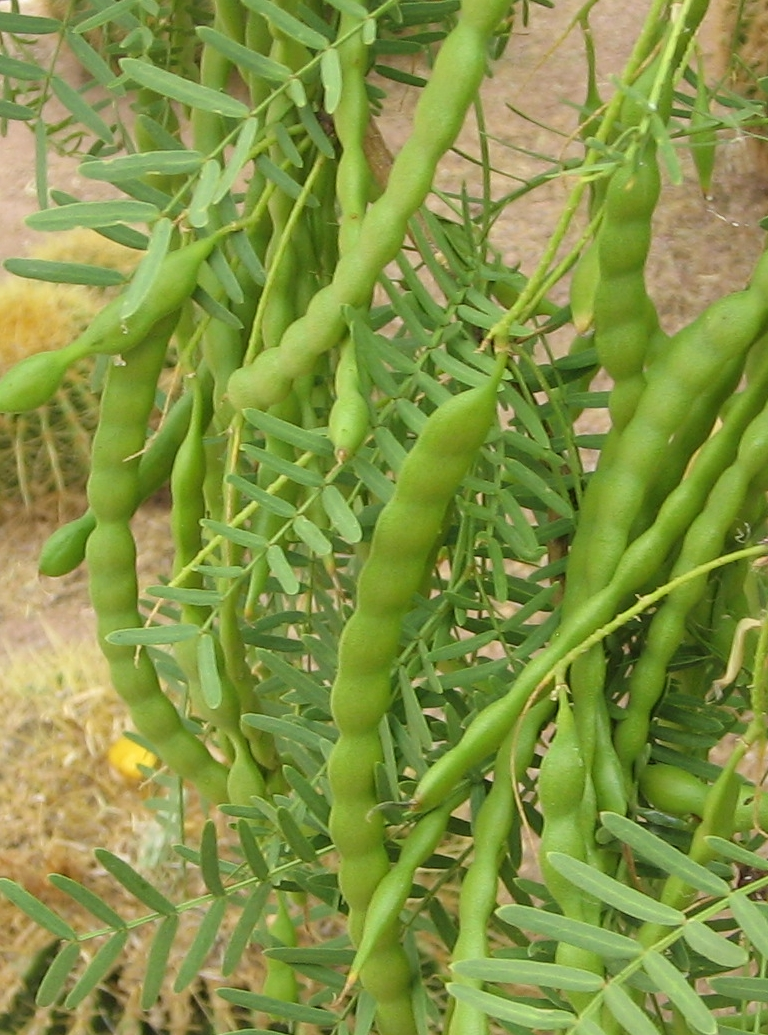
Beines de Prosopis glandulosa
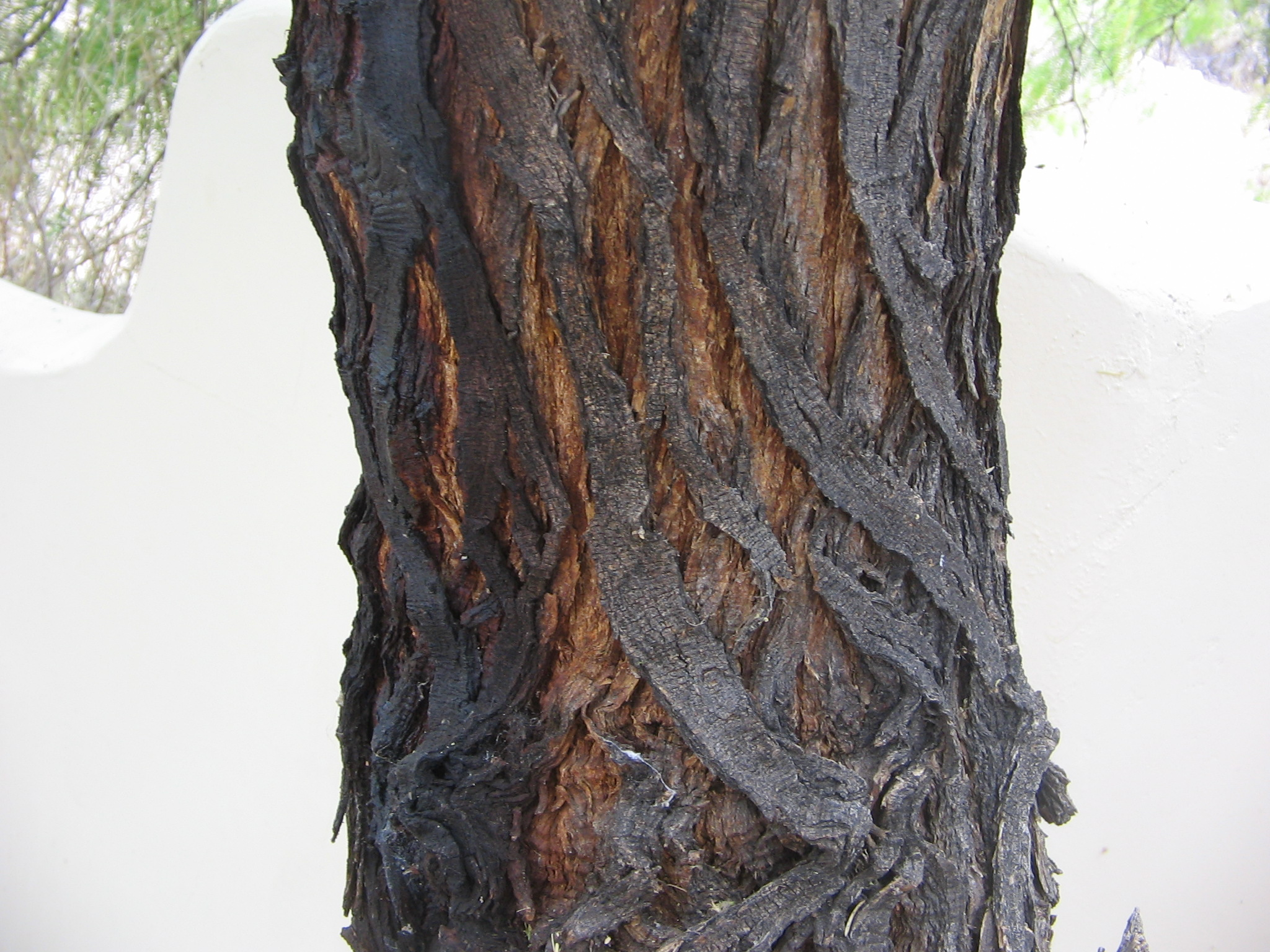
Escorça de Prosopis glandulosa
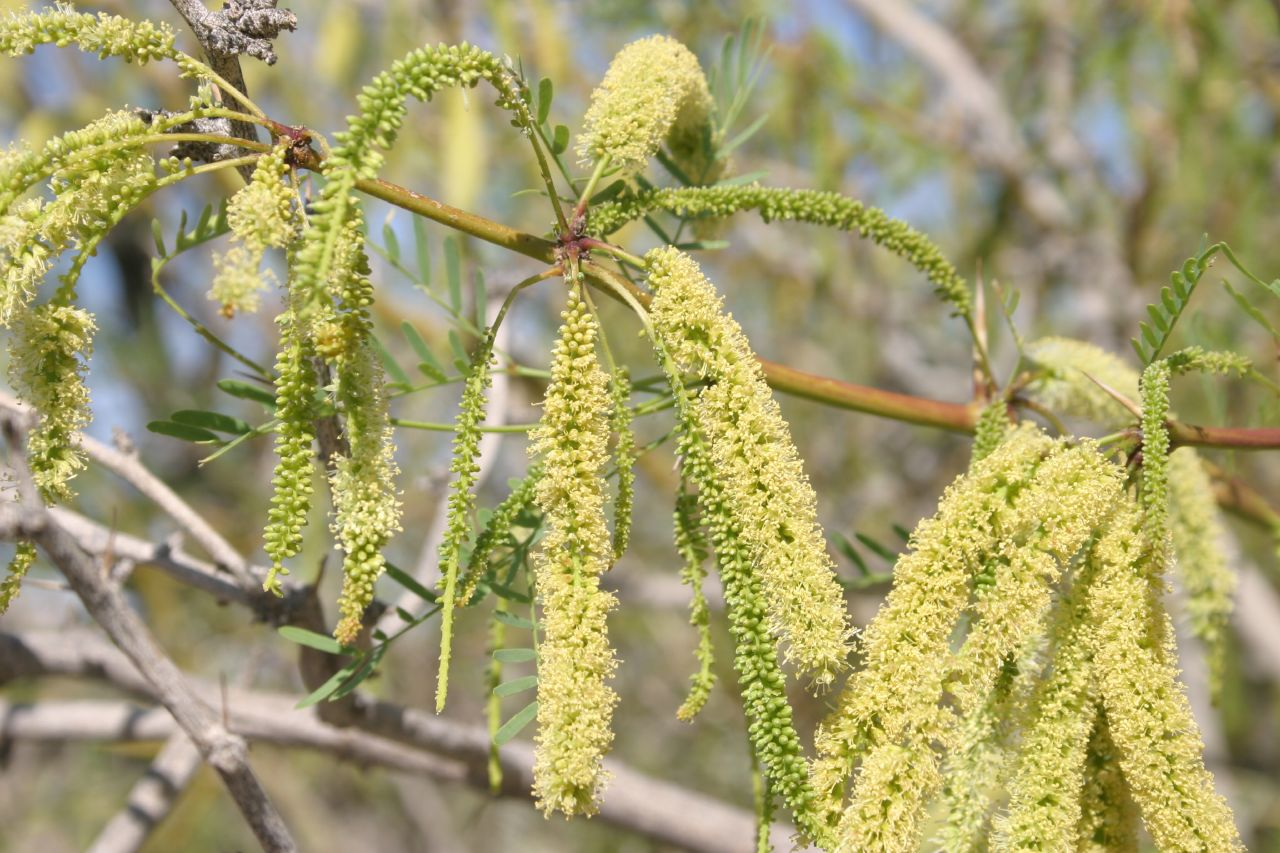